# 김대현 (1981년)
김대현(1981년 9월 2일 ~ )은 대한민국의 축구 선수이며, 포지션은 공격수이다.